# National Film Award/Beste Dokumentarfilmregie
Die Gewinner des National Film Award in der Kategorie Beste Dokumentarfilmregie waren:
| Jahr | Regisseur              | Film                          | Sprache          |
| ---- | ---------------------- | ----------------------------- | ---------------- |
| 2000 | Arun Vasant Khopkar    | Rasikpriya                    |                  |
| 2001 | Buddhadeb Dasgupta     | Jorasanko Thakurbari          | Bengalisch       |
| 2002 | Anjali Panjabi         | A Few Things I Know About Her | Englisch         |
| 2003 | Arvind Sinha           | Kaya Poochhe Maya Se          | Hindi            |
| 2004 | Umesh Vinayak Kulkarni | Girni                         | Marathi          |
| 2005 | Ganesh Shankar Gaikwad | Voices Across the Ocean       | Englisch / Hindi |
| 2006 | Ramesh Asher           | Ek Aadesh – Command for Choti | Hindi            |
| 2007 | Jayaraj                | Vellapokathil                 | Malayalam        |
| 2008 | Umesh Kulkarni         | Three of Us                   | ohne Dialog      |

Derzeit erhält der Gewinner einen Swarna Kamal und ein Preisgeld von 100.000 Rupien.